# Absorpcija
Absórpcija ali vsrkávanje se uporablja v več pomenih:
- v kemiji absorpcija navadno pomeni vpijanje ali raztapljanje ene snovi v drugi, npr. absorpcija plina v kapljevini
- v fiziki absorpcija opisuje slabljenje energijskega toka pri prehodu skozi snov
- v medicini se absorpcija največkrat nanaša na prehod hranil, zdravil ali česa drugega iz prebavil v kri

## Absorpcija toka
Absorpcija toka je pojav, da se energijski tok (npr. svetlobni tok) ali tok delcev pri prehodu skozi snov (absorber) oslabi. Energija energijskega toka, ali kinetična energija delcev se pri tem deloma spremeni v notranjo energijo absorberja. Na mikroskopski ravni energijo vpadlega fotona ali drugega vpadlega delca prejmejo atomi ali molekule snovi, ki zato preidejo v višji energijski nivo, vpadli foton pa se izniči. Atomi v snovi oddajajo sprejeto energijo s sevanjem in toploto.
Absorpcija svetlobe je močno odvisna od valovne dolžine svetlobe. Absorpcijski spekter je značilen za snov, ki svetlobo absorbira, in se določa s spektroskopijo.